# Bariummanganat
Bariummanganat, BaMnO4, ist das Bariumsalz aus der Gruppe der Manganate. Im Gegensatz zu Bariumpermanganat besitzt das Mangan in Bariummanganat die Oxidationsstufe +VI.

## Gewinnung und Darstellung
Bariummanganat kann durch die Reaktion der beiden Salze Kaliummanganat und Bariumchlorid gewonnen werden.
{\displaystyle {\ce {K2MnO4 + BaCl2 -> BaMnO4 + 2 KCl}}}
Das Erhitzen von Mangan(IV)-oxid mit Bariumcarbonat oder Bariumnitrat lässt auch das Salz entstehen.

## Eigenschaften

### Physikalische Eigenschaften
Das Salz besitzt bei Normalbedingungen eine Scheelit-ähnliche Struktur. Es kristallisiert in einem tetragonalem Kristallsystem mit der Raumgruppe I41/a (Raumgruppen-Nr. 88). Analog zu Bariumwolframat transformiert es bei einem Druck von 5,8 GPa zu einer monoklinen Fergusonit-Struktur der Raumgruppe I2/a (Raumgruppen-Nr. 15, Stellung 7).

### Chemische Eigenschaften
Die Herstellung der Permangansäure ist mit Bariummanganat und Schwefelsäure möglich.
{\displaystyle {\ce {3 BaMnO4 + 3 H2SO4 -> 2 HMnO4 + 3 BaSO4 + MnO2 + 2 H2O}}}

## Verwendung
Bariummanganat wurde in der organischen Chemie zur Oxidation von primären Alkoholen zu Aldehyden und Carbonsäuren verwendet.